# クレヨンしんちゃん 嵐を呼ぶ 歌うケツだけ爆弾!
『クレヨンしんちゃん 嵐を呼ぶ 歌うケツだけ爆弾!』（クレヨンしんちゃん あらしをよぶ うたう ケツだけばくだん）は、2007年4月21日に公開された『クレヨンしんちゃん』の劇場映画シリーズ15作目である（映画化15周年記念作品）。上映時間は102分。興行収入は約15.5億円。

## 概要
双葉社がシリーズで初めて出資・製作に参加。本作は劇場版として、初めてシロが主役になるストーリーとなる。また、歴代の劇場版と異なり、野原一家&かすかべ防衛隊vs敵対勢力という構図ではなく、野原一家&かすかべ防衛隊vsUNTIvsひなげし歌劇団という劇場版としては初の三つ巴の対決となっている。
「歌う」と銘打たれているように、各シーンで歌が挿入されるミュージカル風の作品となっており、原作者である臼井儀人の「ミュージカルが見たい」という要望を取り入れている。
サブタイトルが前二作の『伝説を呼ぶ〜』から、再び『嵐を呼ぶ〜』となった。また、上映時間がはじめて3ケタ台になった。
監督は前作に引き続きTVシリーズ監督のムトウユージ。本作までの登板となった。脚本は、あたしンち等でシンエイ動画作品に関わってきた、シリーズ初登板のやすみ哲夫。
今回のオープニングでは、『ユルユルでDE-O!』に公開当時のAKB48のメンバーが参加しており、そのうち折井あゆみ、大島麻衣を含め5名のAKB48メンバーは本編にゲスト出演している。なお、本シリーズにおいてゲスト声優に現役アイドルが起用されるのはこれが初。この映画バージョンの『ユルユルでDE-O!』は公開前後にテレビシリーズのオープニングとしても使用された。
この年から、テレビシリーズで劇場版と連動したスペシャル版が公開前後に放送されるようになった。しかし、この年の劇場版とスペシャル版はストーリーの直接の関係はない（シロがメインという点が共通）。
興行収入は15.5億円と『ブリブリ王国の秘宝』以来の歴代第3位という成績を収めた（しばらくはこの記録を抜かされることは無かったが、2014年、『ガチンコ!逆襲のロボとーちゃん』に塗り替えられた）。
なお、ひまわり生誕後あまり見られなかった「しんのすけとシロ」のコンビが一番多く描かれている。
劇場版『クレヨンしんちゃん』シリーズとしては、本作以降からDVD版のみの発売となった。

### その他
しんのすけとシロがUNTIから逃亡する場面で、前作（『伝説を呼ぶ 踊れ!アミーゴ!』）の題名の一部である『アミーゴ』と書かれた看板が登場している。
時雨院とひろしがロケットを発射させる装置を巡って対決する場面でひろしがポケットに持っていた包帯を投げて装置を奪おうとする描写があるが、この時のひろしの包帯を投げる動作は時雨院の声を演じる京本政樹がかつて演じていた『必殺シリーズ』の組紐屋の竜の殺し技のモノマネになっており、ひろしは「俺のもう一つの名は『必殺仕事人 組紐屋の竜』だぜ！」と言った。しかしこれは、ひろしの妄想であり、実際に包帯を飛ばすと長さが足りず、端末機を奪う事は出来ていない（ただし下剤が偶然シャンパン入りのグラスに入ったため、それを飲んだ時雨院は脱糞してしまう）。

## あらすじ
地球から遠く離れた宇宙（地球が属する銀河の外）を航行していた『ケツだけ星人』達の宇宙船。その宇宙船の近くに突如巨大な岩石天体が現れる。避けることが出来ないと知ったケツだけ星人達は巨大隕石に向けて次々と円盤型の特殊爆弾を放ち、その大爆発によって巨大隕石を粉々に吹き飛ばした。しかし、爆弾の一つは巨大隕石の岩が崩れて外れてしまったために爆発せず、そのまま銀河系、太陽系内を飛び、地球（沖縄）に向けて飛んで行った。
しんのすけ達野原一家は、ひろしの勤続15年のごほうびで沖縄旅行を楽しんでいた。しんのすけとシロは浜辺で遊んでいる最中、不思議な形の円盤を発見する。それを投げて遊ぼうとしたしんのすけだったが、円盤は突如動き出してしんのすけのお尻へむかう。危険を察知したシロがしんのすけを突き飛ばすと、円盤はオムツのような形になり、シロのお尻にはまってしまった。
円盤の正体は、爆発せずに地球に落ちていったケツだけ星人の特殊爆弾だった。その存在をいち早く察知した宇宙監視センター・「Unidentified Nature  Team Inspection（通称：UNTI（ウンツィ））」は爆弾を回収するために動き出し、沖縄から帰る途中の野原一家を追跡するが、そこへ同じく特殊爆弾の存在を知って爆弾を手に入れようとする美人女性テロ集団・通称「ひなげし歌劇団」が現れてUNTIを妨害。ひなげし歌劇団の団長・お駒夫人はしんのすけにシロを渡すよう詰め寄るが、結局逃げられてしまう。
そんな中、家に帰って来た野原一家の面々は、待っていたUNTIの長官・時雨院時常からシロのお尻についた物体が地球を丸ごと破壊してしまうほどの強力な爆弾である事を聞かされる。爆弾をシロから分離する事は不可能と知ったUNTIは、シロもろとも爆弾をロケットに乗せ宇宙に打ち上げて処理する……つまり、地球を救う為にシロを犠牲にすることを決定。ひろしとみさえは戸惑うが、しんのすけだけはこの要請を断固拒否、シロを連れて家を飛び出した。
65億人VS一人と一匹。事実上、全人類を相手に、しんのすけとシロは逃亡劇を繰り広げることとなる。

## 本作のキャラクター

### UNTI
時雨院時常（しぐれいん ときつね）
UNTI（ウンツィ）の長官。組織内では「キャップ時雨院」と呼ばれている。死海文書の計画を遂行する碇ゲンドウのパロディキャラクターで、計画通りに事を遂行するためならどんな犠牲もいとわない冷酷な男。
計画の邪魔をする者は許さず、無計画に生きる人間を激しく嫌う。また、体術でひろしとみさえをあしらっている。
シロのお尻にくっついた爆弾が地球を破壊するほどの威力を秘めている事を知り、安全のために爆弾を宇宙に射出する計画を立てるが、爆弾とシロとを分離できないことが判るとシロを爆弾ごとロケットに乗せて宇宙へ飛ばしてしまおうとする。そのために野原家からシロを引き取ろうとするが、しんのすけが拒否したため強奪に切り替えた。
野原一家の活躍によって予定外のことが色々と発生したものの、計画の最重要ポイントである爆弾の処理のみは成功した。最後まで態度を変えようとせずひろしに殴り飛ばされ「計画通りいかないから人生なんだ！」と一喝される。それでも態度を改めなかったが、下剤入りのシャンパンを飲んでいたことで野原一家や部下達の面前で脱糞する醜態を晒し、ひろしからは「それも計画通りか？」と皮肉られた。
ゴリラ隊員、カバ隊員
時雨院の側近。名前の通り、ゴリラのような容姿の男性とカバのような容姿の男性で、本名はそれぞれゴリラが「丸越カツヒコ」、カバが「蒲田みゆき」。
野原一家と接触し、時雨院の地球のためにしんのすけやシロを犠牲にすることには納得できずにいたり、終盤は自ら進んで野原一家を自宅へ送り届けるなど、根は優しい性格。

### ひなげし歌劇団
お駒夫人
ひなげし歌劇団の団長。名前は「お蝶夫人」のパロディ。シロのお尻にくっついたケツだけ星人の爆弾を『黒い太陽』と呼び、それを利用してテロを起こそうとたくらむ。爆弾が欲しいだけであって、シロの命は別にどうなってもよいと考えている。
実はかなりの厚化粧で頭髪はカツラなため、本当の顔はまるで別人のようである。冒頭でシロを奪おうとした際、しんのすけに化粧のノリによる肌年齢から実年齢（38歳）をずばり当てられてしまった。その後UNTIの基地に乗り込み爆弾を奪おうとしたが、シロ・しんのすけ諸共ロケットに閉じ込められてしまう。その際にシロから外れた爆弾が夫人の頭に付着してしまうが、爆弾はカツラに付着していただけだったため簡単に外れた。その後、背中のマントをパラシュート代わりにし、しんのすけ・シロ諸共無事に脱出する。
金波、銀波
お駒の側近で、それぞれ金色と銀色の仮面を付けた不気味な二人組。空中浮遊や洗脳のような技を使う。
結局最後までその正体はわからない謎めいたキャラクターである。
うらら、くらら、さらら
ひなげし歌劇団所属の三人娘。赤い衣装の少女がうらら、緑の衣装の少女がくらら、黄色の衣装の少女がさらら。両側にサイドカーがついたバイクに乗って野原一家を追跡する。セクシーな衣装を身にまとっており、背中の羽根は巨大なブーメランになっている。スカートは広げると、網になる。コンビニ前での争奪戦でシロを奪おうとするが、しんのすけ達に妨害される。
たんぽぽ
UNTIに潜入していたひなげし歌劇団のスパイ。終盤、ひなげし歌劇団がUNTIの基地に潜入した際に正体を現した。上記の三人と同じデザインで黒い衣装を着ている。

### その他
ケツだけ星人
ケツだけ爆弾をつくった宇宙人。宇宙船の中で曲に合わせてダンスをする。ダンスの振り付けなのか「はふー」を声をあげながらお互いのお尻を擦り合う。これが爆弾を分離コードと似ている。爆弾で隕石を破壊する際、不発弾が地球に落下し、それがシロのお尻につく。無事に地球を爆破することなく物語がおわり、エンディングではしんのすけと、仲良くダンスをしていた。

## 登場する兵器等
- 軽装甲機動車

U.N.T.I.が野原一家宅を包囲するのに使用。
- コルト・ガバメント

U.N.T.I.隊員の装備。捕獲が困難な場合、これを使ってシロを射殺することもやむなしと命じられていた。結局はシロがおとなしく捕まったため、使われる事は無かった。
- U.N.T.I.隊員のノートパソコン

MacBook ProのAppleマークをU.N.T.I.マークに変えただけ。
- 時雨院時常の車

メルセデス・ベンツ・SLRマクラーレンのベンツマークを☆に変えただけに見える。また実車は2人乗りに対し本作ではなぜか4人乗りである。
- 時雨院時常の手帳

一見ただのメモ帳だが、最後のページが電子手帳になっている。操作するには時雨院の音声認識やパスワードが必要。
- ケツだけ爆弾

ケツだけ星人が作った、星をも破壊してしまうほどの威力の爆弾で今作の火種。最初はシロの尻に付き、爆弾が取れた後はお駒夫人の頭に付く。本来はUFOの進路上に出現した小惑星を破壊する為の物。起爆コードと起爆停止コード、及び分離コードは存在しているが、作中では誰一人気付かず、偶然かかった近くの音楽（TVCM、携帯電話の着信音など）に反応していた。生き物に装着した状態で起爆が始まるとあまりの高温が生じて対象の生き物は奇妙な動きをし、さらに熱でかゆみが生じる。シロは起爆中爆弾を掻きまくり、その姿を見たしんのすけからは「チンチンカイカイ」と呼ばれたが、これがどういう訳か起爆停止コードにつながる。見た目は、装着する前と隕石の装着時は円盤の形をしており、シロのお尻の装着時はお尻の形に変形した。

## キャスト
- 野原しんのすけ - 矢島晶子
- 野原みさえ - ならはしみき
- 野原ひろし - 藤原啓治
- 野原ひまわり - こおろぎさとみ
- シロ / 風間くん - 真柴摩利
- ネネちゃん - 林玉緒
- マサオくん - 一龍斎貞友
- ボーちゃん - 佐藤智恵
- お駒夫人 - 戸田恵子
- 金波 - 来宮良子
- 銀波 - 此島愛子
- うらら - ゆかな
- くらら - 折井あゆみ（当時AKB48）
- さらら - 大島麻衣（当時AKB48）
- 空港の歌劇団員（たんぽぽ） - 今井優（当時AKB48）
- 飛行場アナウンス - 嶋村カオル
- おねいさんA - 樹元オリエ
- おねいさんB - 若菜よう子
- 海の家のおねいさん - 瀬那歩美
- カルーケッツCMナレーション - 倉田雅世
- UNTI隊員ゴリラ - 松山鷹志
- UNTI隊員カバ - 西村朋紘
- 隊員 - 江川央生、長嶝高士、後藤史彦、大西健晴、福崎正之、山中真尋、高城元気、幸田昌明、河野裕
- 新人女性隊員 - 浦野一美（当時AKB48）
- 先輩女性隊員 - 野呂佳代（当時AKB48）
- ケツだけ艦長 / アクション仮面 - 玄田哲章
- 桜ミミ子 - 小桜エツ子
- 時雨院時常 - 京本政樹

## スタッフ
- 原作 - 臼井儀人（らくだ社）
- 脚本 - やすみ哲夫
- 作画監督 - 原勝徳、大森孝敏、針金屋英郎、間々田益男
- キャラクターデザイン - 原勝徳、末吉裕一郎
- 設定デザイン - 末吉裕一郎
- 美術監督 - 川口正明、村上良子
- 撮影監督 - 梅田俊之
- 編集 - 岡安肇
- ねんどアニメ - 石田卓也
- 音響監督 - 大熊昭
- 音楽 - 若草恵、荒川敏行、丸尾稔
- チーフプロデューサー - 茂木仁史、太田賢司、生田英隆、中島一基
- 監督 - ムトウユージ

- 絵コンテ - ムトウユージ、増井壮一、平井峰太郎
- 演出 - 石田暢
- 色彩設計 - 野中幸子
- 色指定 - 蝦名佳代子
- 動画チェック - 小原健二
- 動画 - 京都アニメーション、じゃんぐるじむ、OH!プロダクション、スタジオ九魔、Triple A、スタジオたくらんけ、夢弦館、スタジオバルセロナ、P.A.WORKS、スタジオキャッツ
- 仕上 - 京都アニメーション、ライトフット、トレーススタジオM、オフィスフウ、Wish
- 特殊効果 - 干場豊（アニメフィルム）
- 背景 - スタジオユニ、アトリエローク、スタジオKARO
- コンポジット撮影 - アニメフィルム
- 撮影協力 - ライトフット
- CGI - つつみのりゆき、柏原健二
- エンディングアニメーション - 末吉裕一郎
- ねんどクルー - 鄭文敏、倉本三枝、石田らどん（アニメーションオペレーター）、宮島忠（照明）
- 音響制作 - AUDIO PLANNING U
- 録音スタジオ - APU MEGURO STUDIO
- 効果制作 - フィズサウンドクリエイション
- ミキサー - 大城久典、内山敬章
- アシスタント・ミキサー - 山本寿、田口信孝
- 音響制作デスク - 浦上慶子
- 効果 - 松田昭彦、原田敦、庄司雅弘、鷲尾健太郎
- 音楽協力 - イマジン、齋藤裕二、鈴木啓之
- 音楽エンジニア - 中村充時
- ドルビーフィルム・コンサルタント - 河東努、森幹生、コンチネンタルファーイースト（株）
- デジタル光学録音 - 西尾曻
- 編集 - 岡安プロモーション、三宅圭貴 / 小島俊彦、中葉由美子、村井秀明、藤本理子
- 現像 - 東京現像所
- HD編集 - 山本洋平、金沢佳明
- フィルムレコーディング - 増田悦史
- タイミング - 井出義雄
- ラボ・コーディネート - 大渕智一
- ラボ・プロデューサー - 加藤善仁
- 制作委員会 - テレビ朝日／杉山登、ADK／小川邦恵・萬代知、双葉社／中野正史
- プロデューサー - 和田泰・吉田有希、西口なおみ（テレビ朝日）、すぎやまあつお（ADK）、増尾徹
- アシスタントプロデューサー - 大澤正享
- 制作デスク - 長南佳志、馬渕吉喜
- 制作進行 - 山崎智史、鈴木健一、鈴木洋介、永田雄一
- 制作 - シンエイ動画、テレビ朝日、ADK、双葉社

### 原画
末吉裕一郎　林静香　和泉絹子　松下佳弘　伊藤伸高　湯浅政明
大城勝　大塚正実　松山正彦　佐々木政勝　茂木琢次　山口保則
長谷川哲也　三浦貴弘　松田博美　松浦仁美　佳本悦子　松下浩美
高倉佳彦　角張仁美　西村貴世　霜山朋久　重本雅博　植村淳
赤田信人　長丘アルミ　沓名健一　大隅孝晴　西山努　深野敏彦
平川哲生　柳田幸平　松井理和子　加来哲郎　飯野利明　大武正枝
橋本とよ子　吉田正幸　北山修一　泰洋美　甲斐泰之　山地万
石井智美　ふくだのりゆき　嘉村弘之　吉岡敏幸　兼高里圭　井上香織
原勝徳　大森孝敏　針金屋英郎　間々田益男

## 主題歌
- オープニングテーマ - 「ユルユルでDE-O!」
  - 作詞 - ムトウユージ／作曲 - 中村康就／編曲 - 岩崎貴文
  - 歌 - 野原しんのすけ（矢島晶子）&クレヨンフレンズ from AKB48（コロムビアミュージックエンタテインメント）
- エンディングテーマ - 「Cry Baby」
  - 作詞 - Naoki Takada／作曲 - Naoki Takada & Shintaro "Growth" Izutsu／編曲 - Shintaro "Growth" Izutsu
  - 歌 - SEAMO（BMG JAPAN）

## テレビ放送
- 2008年3月29日にテレビ朝日系列で、テレビ版に編集したものを19:00〜20:54放送。また、京本政樹にとって、テレビ朝日系列の土曜19時台での出演は、朝日放送（ABC）の『新部長刑事アーバンポリス24』以来となる。

## DVD・Blu-ray
- DVD - 2007年11月23日にバンダイビジュアルより発売。なお3年後には価格を下げたいわゆる康価版が発売されている。
- Blu-ray - 2023年8月30日にバンダイビジュアルより発売。